# 旌義郡
旌義郡（チョンイぐん、チョンウィぐん、朝鮮語: 정의군）は、韓国済州特別自治道西帰浦市東部に存在していた郡である。旌義県（チョンイけん）とも呼ばれていた。現在の西帰浦市東部の南元邑、表善面、城山邑と洞地域の旧西帰邑に該当する東部地域（行政洞の大倫洞・東烘洞・西烘洞・松山洞・霊泉洞・正房洞・中央洞・天地洞・孝敦洞）が該当する。

## 歴史
- 1416年 - 呉湜の提案により、漢拏山の南東部が旌義県に分離された。
- 1864年 - 旌義郡に昇格した。
- 1880年 - 旌義県に還元された。
- 1895年 - 二十三府制により、済州府旌義郡となる。
- 1896年 - 全羅南道旌義郡に変更。
- 1914年 - 全羅南道が済州郡に併合して消滅。旌義郡地域は4面に再編された。
- 1946年 - 済州特別自治道の設置とともに、旧旌義郡と大静郡（朝鮮語版）地域が南済州郡として独立した。
- 1980年 - 城山面を城山邑に、南元面を南元邑にそれぞれ昇格された。
- 1981年 - 西帰邑が旧大静郡地域の中文面とともに西帰浦市に昇格した。南済州郡は東西に分かれ、残りの旌義郡地域は南済州郡の東部に位置するようになった。
- 2006年 - 西帰浦市に統合された。